# Guðlaugur Þór Þórðarson

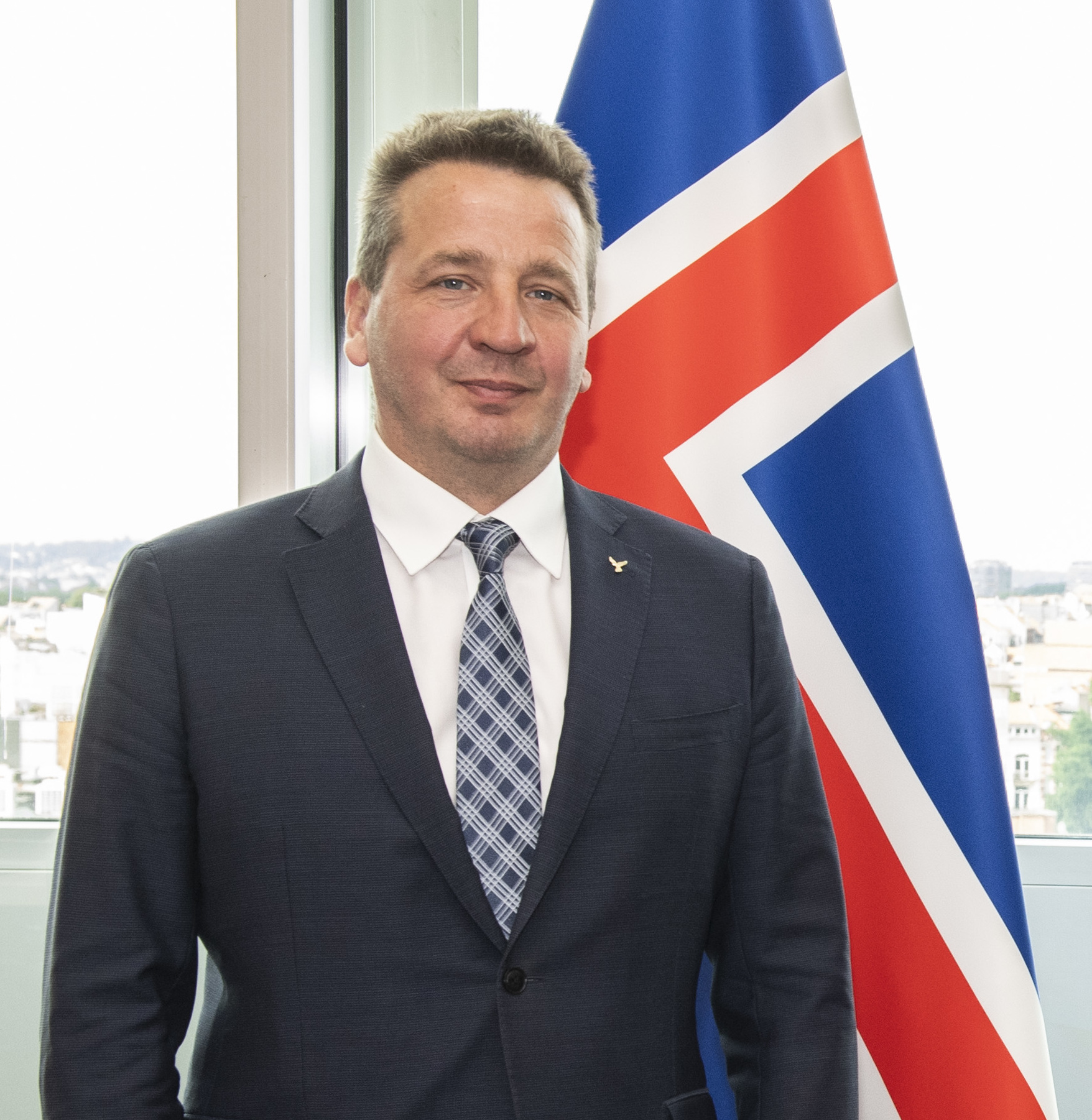
Guðlaugur Þór Þórðarson (2021)

Guðlaugur Þór Þórðarson ([ˈkvʏðløyɣʏr̥ ˈθouːr̥ ˈθourðarsɔn]; deutsche Transkription Gudlaugur Thor Thordarson, * 19. Dezember 1967 in Reykjavík) ist ein isländischer Politiker (Unabhängigkeitspartei). Von Ende November 2021 bis zum 21. Dezember 2024 war er Minister für Umwelt, Energie und Klima, nachdem er seit Januar 2017 als Außenminister Islands amtiert hatte. Dem isländischen Parlament Althing gehört er seit 2003 an.

## Leben
Der studierte Politologe Guðlaugur Þór Þórðarson (BA von der Universität Island 1996) war zunächst im Versicherungswesen tätig. Von 1998 bis 2006 gehörte er dem Stadtrat von Reykjavík an. In seiner Partei engagierte er sich als Mitglied des Vorstandes des Verbands junger Mitglieder der Unabhängigkeitspartei (1987–1997, seit 1993 als Vorsitzender) sowie als Vorstandsmitglied (1991–1997) und Mitglied der Geschäftsleitung (1993–1997) der Unabhängigkeitspartei.
Seit 2003 ist Guðlaugur Þór Þórðarson Abgeordneter des isländischen Parlaments Althing, 2003–2009 für den Wahlkreis Reykjavík-Nord, 2009–2016 für den Wahlkreis Reykjavík-Süd und seit der Parlamentswahl in Island 2016 wieder für Reykjavík-Nord. 2016–2017 war er Fraktionsvorsitzender der Unabhängigkeitspartei im Althing.
Vom 24. Mai 2007 bis zum 1. Februar 2009 war er isländischer Gesundheitsminister. Sein Nachfolger wurde Ögmundur Jónasson von der Links-Grünen Bewegung. Seit dem 11. Januar 2017 war er als Nachfolger von Lilja Dögg Alfreðsdóttir Außenminister im Kabinett Bjarni Benediktsson (2017), das aus Mitgliedern der Unabhängigkeitspartei sowie der Parteien Viðreisn und Björt framtíð bestand. Diese Position bekleidete er auch weiterhin im am 30. November 2017 gebildeten Kabinett Katrín Jakobsdóttir I, einer Koalition aus Links-Grüner Bewegung, Unabhängigkeitspartei und Fortschrittspartei. Im am 28. November 2021 gebildeten Kabinett Katrín Jakobsdóttir II wechselte er ins Ministerium für Umwelt, Energie und Klima. Sein Nachfolger ist Jóhann Páll Jóhannsson im am 21. Dezember 2024 gebildeten Kabinett Kristrún Frostadóttir.